# Bordj Tahar
Bordj Tahar, ou Bordj T'har, est une commune de la wilaya de Jijel en Algérie, située à environ 50 km au sud-est de Jijel.

## Géographie

### Situation
Le territoire de la commune de Bordj Tahar se situe au centre de la wilaya de Jijel.
| Chekfa | El Kennar Nouchfi   | Djemaa Beni Habibi |
| Chekfa | Bordj Tahar         | Bouraoui Belhadef  |
| Chahna | Boucif Ouled Askeur | Bouraoui Belhadef  |

### Localités de la commune
La commune de Bordj Tahar est composée de trente-six localités :
- Acherar
- Ahmed
- Akbouaa
- Amerzoui
- Anchid
- Azrar
- Badis
- Ben Harout
- Boudrar Araïou
- Bouhalouane
- Boui
- Boukbab
- Boumidoul
- Boutabet
- Bordj T'Har
- Brida
- Dehour
- Djazou
- Dril
- El Ouedia
- Kriba
- Ksar Ennedjma
- Lazrak
- M'Sala
- Mahcène
- Maïlef
- Mekhled
- Ouled Brihmouche
- Ouled Chelli
- Ouled Moussa
- Sidi Brahim
- Tachtahat
- Taghrast
- Takhnaket
- Taourart
- Tighza